# Кристина Струсь
Кристина Струсь (пол. Krystyna Strusiówna; пом. 1647) — шляхтянка зі спольщеного руського роду, молодша дочка Миколая Струся з Коморова, старости галицького, снятинського, коломийського, хмельницького і любачівського, та Софії Оріховської.         

## Біографія
З подачі Каспера Несецького довгий час вважалось, що Кристина була жінкою Валентина-Олександра Калиновського, який наклав головою в 1620 році під Цецорою. Це ж повторив і Юзеф Вольф. Насправді вона 1625 р. побралася з його сином — Адамом Калиновським, що доводився їй племінником по сестрі Єлизаветі Струсь. Батько дівчини виступив категорично проти кровозмісного шлюбу, тож Адам, попередньо змовившись з коханою та її повірницею Софією Рудницькою, вирішив викрасти Кристину й таємно обвінчатися.         
1627 року помер батько (струсівський маєток заповів Гелені; більшість маєтностей Струсів перейшла до Калиновських. Подружжя було бездітним. Є відомості про сімейний конфлікт між чоловіком Кристини та Александром (чи Якубом) Сененським — чоловіком її сестри Софії — який виник після смерті дружини Миколая Струся. Александр (або Якуб) Сененський захопив маєтності Струсів, що спричинило війну між ним та Калиновським. 
По смерті у 1638 році свого першого чоловіка — Адама Калиновського, наприкінці 1638 року вдруге вийшла заміж — за воєводу руського князя Костянтина Вишневецького. Близько 1646 року вийшла заміж втретє за дерптського воєводу, дідича Берестечка, кальвініста, поета Анджея Лещинського. Невдовзі померла.